# Nicolas Buttet
Pour les articles homonymes, voir Buttet.
Nicolas Buttet, né le 7 octobre 1961 à Monthey, est un prêtre catholique suisse, fondateur et modérateur de la Fraternité Eucharistein et de plusieurs œuvres en Suisse et en Europe.

## Biographie

### Jeunesse
Nicolas Buttet, est né le 7 octobre 1961 dans la commune valaisanne de Collombey. De 1976 à 1981, il étudie au lycée-collège de l'Abbaye de Saint-Maurice où il obtient sa maturité. Il entre alors à l'université de Fribourg où il étudie le droit. Il obtient sa licence en 1986 et exerce comme juriste, s'engage un temps en politique, et est élu député suppléant à 23 ans au Grand Conseil du canton du Valais pour le district de Monthey de 1985 à 1989.

### Carrière
En 1987, jeune avocat, proche de Patrick de Laubier, professeur de sociologie à Genève, il est contacté par le conseil pontifical Justice et Paix pour participer pendant deux ans à l'équipe de préparation de la conférence œcuménique européenne Justice, paix et sauvegarde de la Création qui se tient à Bâle en mai 1989. Il intègre ensuite le conseil pontifical Justice et Paix, où il devient responsable des questions Justice et Paix pour l’Asie et des questions d’éthique économique.
En 1992, Nicolas Buttet quitte son travail au Vatican et passe cinq ans dans un ermitage à côté de l'abbaye Saint-Maurice, à Notre-Dame du Scex.
Un groupe se forme autour de lui et ils décident de fonder une communauté. Il fonde la Fraternité Eucharistein à Saint-Maurice-d'Agaune dans une vieille ferme.
Nicolas Buttet participe à la fondation de l'institut Philanthropos en automne 2003. En 2019, la fraternité Eucharistein (et Nicolas Buttet lui-même) prennent leurs distances avec l'institut, « non sans tensions ».
Il quitte la gouvernance de la Fraternité Eucharistein en 2020.
Le 15 juillet 2020, dans une interview parue dans l'Écho magazine à propos du confinement dû à la pandémie de Covid-19, il oppose l'attitude des « lâches » à celle des « héros », et rapporte avoir, lui, « entendu le cri et les larmes de ces personnes, isolées pour leur bien, qui suppliaient qu'on les aime ». Il déplore « l’incapacité totale d’une écrasante majorité des prêtres à porter un regard libre sur la situation et à honorer malgré tout leur mission évangélique tout en tenant compte des contraintes sanitaires », estimant que l'on a « dispensé de la virtualité béni-oui-oui », qu'« enfermée dans sa tour d’ivoire, l’Eglise n’a pas su entendre la faim des pauvres » et que « de nombreux prêtres ne semblent plus croire en la présence réelle du Christ dans l’eucharistie »,.
Il est donné comme un intime de Justin Welby, archevêque de Cantorbéry, démissionnaire en novembre 2024,.

## Dérives sectaires
Le 29 juin 2003, Nicolas Buttet est ordonné prêtre par l'évêque de Fréjus-Toulon Dominique Rey sans effectuer de séminaire. Il fait l'objet de plusieurs signalements auprès du diocèse et d'associations de lutte contre les dérives sectaires.
Le rapport de la visite canonique menée début 2021 dénonce, à propos de la fraternité Eucharistein, « un système pyramidal, abusif, infantilisant et qui a annulé les personnes dans les diverses dimensions de leur être, en particulier leur psychologie ». Les rapporteurs soulignent la responsabilité de Nicolas Buttet dans les dérives constatées,.
En 2023, le Matin Dimanche révèle qu'il est suspendu de ministère public, à la suite d'un signalement au procureur et d'une procédure canonique à son encontre. Durant ce temps, il vit dans un ermitage.
Il est relevé de ses vœux religieux par François Touvet et quitte la communauté Eucharistein en janvier 2024, à sa demande. Il reste incardiné comme prêtre dans le diocèse de Fréjus-Toulon.

## Publications
- Aimer et faire connaître l’amour (préf. Daniel-Ange), éd. de l’Emmanuel, 23 février 1997 (ISBN 978-2905995636)
- Brûlé au soleil de Dieu, éd. du Cerf, coll. « Paroles pour vivre », 21 septembre 1998, 121 p. (ISBN 9782204060752)
- L’Eucharistie à l’école des saints, éd. de l’Emmanuel, 1er avril 2000, 380 p. (présentation en ligne)
- Le Disciple que Jésus aime : cinq attitudes fondamentales de la vie chrétienne, éd. de l'Emmanuel, 25 mars 2013, 457 p. (ISBN 9782353891931, présentation en ligne)
- François-Xavier Putallaz, Pascal Décaillet et Nicolas Buttet (préf. François Dayer), Coups de griffe : huit ans de chroniques au Nouvelliste, Éditions Saint-Augustin, coll. « Témoignages et débats », 28 avril 2006, 327 p. (ISBN 9782880113957)